# Dél-oszétiai forgalmi rendszámok

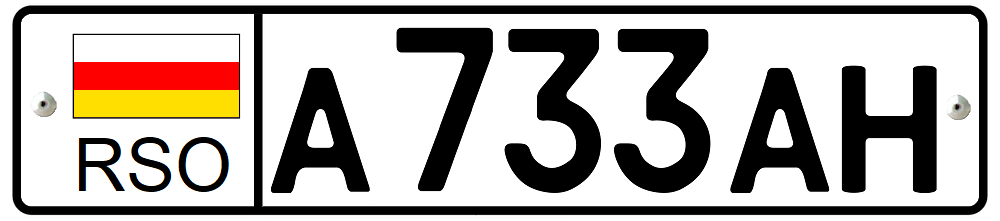
Rendszámtáblák 2006 óta

Dél-Oszétia kormánya saját rendszámot ad ki az általa ellenőrzött területen regisztrált járművek számára. A rendszer az orosz rendszámokhoz hasonló formátumot használ : egy betű, három számjegy és két betű dél-oszét országzászlóval és "RSO" országkóddal. 
A modern dél-oszét rendszámok, amelyeket 2006 nyara óta adnak ki, méretükben és betűtípusukban hasonlóak az orosz rendszámokhoz, és ugyanazon elv szerint épülnek fel, 3 betű, 3 szám és az ország kódja. A rendszámokon 12 cirill betűt lehet használni, amelyeknek vannak grafikai megfelelői a latin ábécében: А, В, Е, К, М, Н, О, Р, С, Т, У és Х. Az orosz rendszámokkal való különbség az, hogy Dél-Oszétia zászlaja és nem hivatalos kódja (RSO) a bal oldalon található. Kezdetben olyan rendszámokat adtak ki, ahol a betűk és számok sorrendje az orosz típusnak megfelelően alakult: 2 betű, 3 szám, 1 betű. Jelenleg olyan rendszámtáblákat adnak ki, amelyek kombinációja hasonlít az orosz 1-es típusú rendszámokra (1 betű, 3 szám, 2 betű).
- A Wikimédia Commons tartalmaz Dél-oszétiai forgalmi rendszámok témájú kategóriát.